# Borș

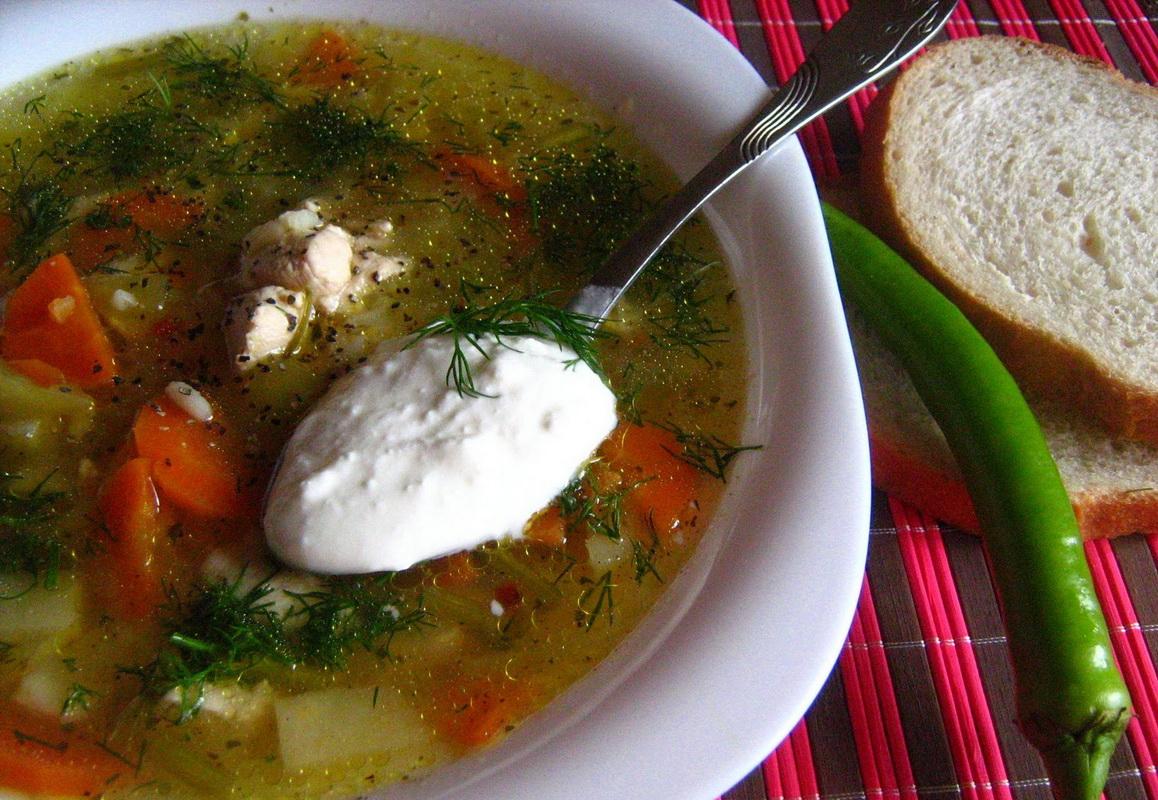
Borș

Borșul este o zeamă acră preparată din tărâțe de grâu sau de secară. În bucătăria românească, termenul „borș” se folosește și pentru a denumi ciorba acrită cu această zeamă. 
De asemenea, este cunoscut  „Borșul ucrainean”, "Borș rosu moldovenesc". Aceasta este o supă al cărei ingredient principal este sfecla roșie. Servit cu smântână. În „Borșul ucrainean” poate fi cu varză proaspătă sau fără ea deloc. În "Borș rosu moldovenesc" se folosește varza proaspată sau murată, carne de obicei grasă și, uneori, fasole. Mai exisă și "Borșul scăzut moldovenesc". Acesta este o supă cu puțin lichid al cărei ingredient principal este varza murată. 
Spre deosebire de ciorbă, în borș acrimea provine din tărâță sau din varza murată și nu conține cereale (in afara de tarâța din zeama acra). De asemenea, acrimea poate fi înlocuita de cimbru. Ciorba poate conține și ciuperci, cereale și produse din cereale.
În mod tradițional, pentru prepararea borșului, zeama acră din tărâță era pregătită cu o zi înainte, iar varza se ținea în apă.

## Preparare

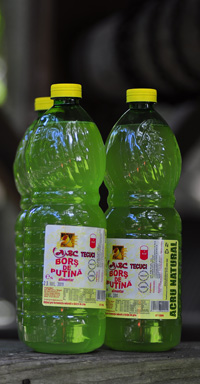
Borș de putină, îmbuteliat în plastic.

Ingredientele preparării borșului pot varia, dar în general, se folosește tărâță de grâu, făină de mălai, huște, crenguțe de vișin și leuștean. Uneori se adaugă mai multe zarzavaturi pentru aromă precum pătrunjel, mărar, țelină sau se poate înlocui tărâța de grâu cu pâine neagră. Peste aceste ingrediente se toarnă apă fierbinte și se lasă la acrit de la 1 la 4 zile în funcție de căldura mediului înconjurător.

## Borșul de sfeclă roșie
Pentru prepararea borșului de sfeclă roșie se folosesc sfeclă roșie, mălai, drojdie, mărar, pătrunjel, leuștean, usturoi și apă. Compoziția se lasă la macerat până la acrire apoi se folosește în bucătărie sau afecțiunile ficatului, ca depurativ general, fortifiant, regenerator al sângelui.